# ألدو ستيلا (كاتب)
ألدو ستيلا (بالإيطالية: Aldo Stella)‏ هو مؤرخ وكاتب إيطالي، ولد في 11 يوليو 1923 في ماروستيكا في إيطاليا، وتوفي في 28 مايو 2007 في بادوفا في إيطاليا.